# Guillermo Dominguez
Guillermo Dominguez (...) è un tenore venezuelano.

## Biografia
Guillermo Dominguez è nato in Venezuela dove ha iniziato i suoi studi musicali e successivamente, quelli di canto con il tenore José Castro.
Si è diplomato al Conservatorio Giuseppe Verdi (Torino) nel 1985 con il massimo dei voti e la lode.
È vincitore di Concorsi Internazionali tra cui il "Concorso Lartinoamericano di Canto" (Caracas) nel 1989, il "Toti Dal Monte" (Treviso) nel 1984, il "Voci Verdiane" (Busseto) nel 1985 e il "Belvedere" (Vienna) nel 1985.
Nel 1985 debuttò al Teatro Comunale (Treviso) come Rodolfo ("La bohème" di Puccini), opera che cantò più tardi nei Teatri di Rovigo nello stesso anno, Amiens, Forbach (Baden-Württemberg), Municipal Paris nel 1988, Lima nel 1993.
Seguì "Così fan tutte" di Mozart nel Teatro Municipale di Rio de Janeiro nel 1991.
Cantò il suo primo Edgardo ("Lucia di Lammermoor" al Teatro Teresa Carreno di Caracas) nel 1986; con la stessa opera, in forma di concerto a Mainz Ludiwigshafen nel 1988.
Al Landestheater di Innsbruck debuttò nei ruoli di Cavaradossi ("Tosca" di Puccini) e Duca di Mantova ("Rigoletto" di Verdi) nel 1988; come "Duca" fu invitato poi all'Opera Festival di Skopje nel 1992, a Graz nel 1994 ed Ingolstadt (Germania) nel 1997.
Altri impegni furono Alfredo ("La traviata" di Verdi) a Medellín nel 1998, Bregenz nel 1992 e Padova nel 1997; Ismaele ("Nabucco" di Verdi) a Graz nel 1994 e Fiorenzuola nel 1998; il Pescatore (Guglielmo Tell (opera) di Rossini) all'Opera di Zurigo nel 1990; Paolino ("Il matrimonio segreto" di Cimarosa) a Lima nel 1993; Paco ("La vida breve" di De Falla) nel 1996 a Basilea e St. Gallen; Nemorino ("L'elisir d'amore" di Donizetti) a Piacenza nel 1996, Bolzano, Trento e Rovereto nel 1998.
Seguirono Ernesto ("Don Pasquale" di Donizetti) a San Remo nel 1998, Duca di Mantova ("Rigoletto" di Verdi) a Vicenza nel 1998, Don José ("Carmen" di Bizet) a Mirandola con Cristina Chiaffoni nel 1998, Ismaele ("Nabucco" di Verdi) a Fiorenzuola nel 1998, Pinkerton ("Madama Butterfly" di Puccini) a Montecarlo nel 1998 e Cavaradossi ("Tosca" di Puccini) a Madrid nel 1998 e Torre del Lago nel 1997.
Ultimamente ha debuttato nel ruolo di Riccardo ("Un ballo in maschera" di Verdi) a Wels (Austria) nel 2002, Alfred ("Die Fledermaus" di Johann Strauss) a Vaduz (Liechtenstein) nel 2003.
A questi titoli si sono aggiunte repliche di Don José ("Carmen" di Bizet) alla Statni Opera Praha - Rep. Ceca nel 2004.
Nel 2005 ha interpretato il ruolo di Rodolfo all'Arena di Benevento.

## Discografia parziale
- Le astuzie femminili, (Cimarosa) Claves/La Bottega Discantica 1991
- La bella addormentata nel bosco, (Respighi) Slovak Radio Symphony Orchestra -  1995 Marco-Polo (Naxos)
- Sinfonia in C / Dixit (Boccherini) - Bongiovanni 1989
- Petite messe solennelle, 2010 Ars Musici